# Scaptesyle plumosus
Scaptesyle plumosus är en fjärilsart som beskrevs av Rothschild 1912. Scaptesyle plumosus ingår i släktet Scaptesyle och familjen björnspinnare. Inga underarter finns listade.